# الجوكر (مسلسل)
الجوكر مسلسل تلفزيوني سوري درامي. عرض لأول مرة في 24 أبريل 2020.

## القصة
تدور الأحداث في إطار بوليسي حول عدد من الجرائم التي تقع داخل جامعة، وهي جامعة بها مبيت للطلبة، ولها بواب اسمه (أبو جمال) وهو يعاني من مشاكل مع زوجته (أم جمال) ومع أمن الجامعة أيضًا، لكن ما علاقة كل ذلك ب (الجوكر)، وهل سيستطيع (المقدم فراس) فك غموض هذه الجرائم، ومعرفة الجاني.

## طاقم العمل
- عبير شمس الدين
- رنا أبيض
- وائل زيدان
- سليم صبري
- مهند ورد
- وائل رمضان
- جهاد الزغبي
- كرم الشعراني
- جوان الخضر
- أحمد عيد
- تولاي هارون

## وصلات خارجية
- صفحة مسلسل الجوكر على موقع السينما.كوم